# 己卯風災
己卯風災是於1939年太平洋颱風季由颱風23W引起的風災，該颱風於1939年11月23日橫過英屬香港，皇家香港天文台因而兩度懸掛九號風球。

## 氣象歷史
1939年11月18日，一股熱帶低氣壓在棉蘭老島以東被發現，一直增強並向西北方向移動，並在19日橫掃薩馬島和萊特島前增強成颱風。其後該颱風大致保持向西移動直到在22日到達南中國海西部。其後，一道冷鋒把該颱風轉向東北，導致罕見地出現颱風在南中國海西部回轉至東北向的現象發生。在11月24日該颱風經過澳門，並在兩小時後其風眼直接穿過香港。風眼在香港天文台逗留持續了十五分鐘，是為首次在香港天文台錄得這情況。在造成山泥傾瀉後，此颱風開始轉化為溫帶氣旋，並繼續向東北移動橫過南中國。此風暴在橫過台灣海峽時逐步減弱，並在26號消散前登陸過台灣。

## 影響

### 菲律賓
在橫過菲律賓時，在班乃島上卡皮茲的一個氣象站記錄到氣壓低達981.0hPa，而風速亦超過88km/h。橫過時，這風暴導致馬斯巴特島上的一艘機動艇沉沒並引致艇上50人有48人死亡。在東薩馬省的巴朗伊加有一人失踪，相信是因為溺水，並被認為死亡。在薩馬省、雷伊泰省和卡皮茲省亦造成了大量財產損失。

### 英屬香港
當地懸掛之最高熱帶氣旋警告信號：  九號風球
颱風23W進入香港以南800公里，並向西北偏北移動，靠近海南島以東海域，進入香港西南400公里，惟颱風未有進一步北上登陸廣東西部，兩日後竟來個90度急轉彎，造成由西向東直襲香港的罕見情況，並在天文台東南偏南約65公里掠過。天文台兩度懸掛九號風球，東北季候風的冷空氣亦剛好南下，風暴翌日已轉化為溫帶氣旋，東移吹向台灣。天文台總部有1小時吹烈風，最高一小時平均風速為65公里，風向為偏東。
皇家香港天文台於11月23日早上8時35分懸掛一號風球，至早上9時05分改懸八號風球，及後風暴持續迫近，風雨加劇，至早上10時05分改懸九號風球。早上11時45分，風雨稍為緩和，香港天文台改懸八號風球，但隨後風雨再度加劇，香港天文台於下午3時51分重新懸掛九號風球。至下午4時30分，香港天文台改懸五號風球。下午7時05分，所有風球除下。
香港受風暴前方的雨帶影響時，陣風曾達到119km/h。降雨在颱風到達前七小時開始，並導致共約108mm的雨量。最多雨量來自颱前雨帶，在一小時內降下了40mm雨量。在颱風經過香港時，錄得的最低氣壓為989.0hPa。颱風在香港造成輕微損害，九龍城東頭村有一泥牆倒塌，壓死2人。九龍灣有一貨艇被風吹翻，5人墮海，其中一人受輕傷。

## 熱帶氣旋警告使用紀錄

### 英屬香港
| 皇家香港天文台 熱帶氣旋警告信號 | 皇家香港天文台 熱帶氣旋警告信號 | 皇家香港天文台 熱帶氣旋警告信號 |
| ------------------------------- | ------------------------------- | ------------------------------- |
| 上一熱帶氣旋                    | 一號風球                        | 下一熱帶氣旋                    |
| 1939年10月颱風                  | 一號風球                        | 1940年7月熱帶氣旋               |
| 1938年5月熱帶氣旋               | 五號風球                        | 1940年7月熱帶氣旋               |
| 1937年9月颱風                   | 八號風球                        | 1940年8月颱風                   |
| 1933年9月颱風                   | 九號風球                        | 1940年8月颱風                   |

## 註腳
1. ↑  .   [2017-04-19]. （原始内容存档于2017-08-06）.
2. 1 2 3  Bernard F. Doucette.  (PDF). United States Weather Bureau. 1939  [2007-01-08]. （原始内容存档 (PDF)于2017-03-03）.
3. ↑  G.S.P. Heywood.  (PDF). The Hong Kong Naturalist. 1940  [2007-01-09]. （原始内容存档 (PDF)于2011-09-27）.
4. ↑  . 工商日報第五版. 1939年11月24日.（繁體中文）
5. ↑  . 大公報第六版. 1939年11月24日.（繁體中文）
6. ↑  . 工商日報第二張第二版. 1939年11月24日.（繁體中文）